# Operculum (bekerplant)

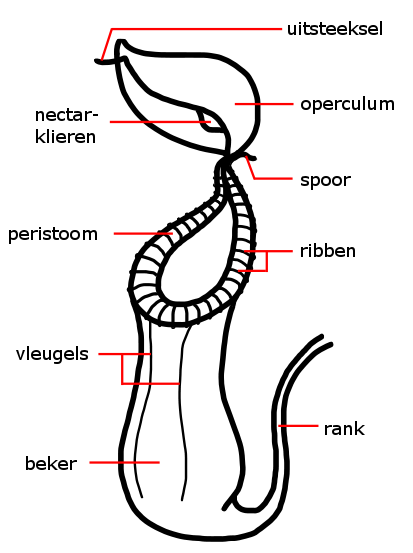
onderdelen van een vangbeker van Nepenthes

Bij de volgroeide vangbeker van bekerplanten van het geslacht Nepenthes bevindt zich boven de bekeringang het operculum, een dekselvormige schijf die bij de meest soorten als een paraplu dient, zodat er weinig neerslag in de beker komt. Bij andere bekerplanten komen vergelijkbare structuren voor.